# Words (Unix)
words - це стандартний файл в Unix та Unix-подібних операційних системах, і містить список словникових слів розділених символами нового рядка. Використовується, наприклад програмами перевірки правопису.
Файл зазвичай зберігається за адресою /usr/share/dict/words або /usr/dict/words.
На Debian та Ubuntu, файл words надається пакунком wordlist, або його залежностями wbritish, wamerican, і т.п. На Fedora та Arch Linux, файл words надається однойменним пакетом words.
Файл з українськими словами /usr/share/dict/ukrainian надається пакунком wukrainian.

## Зноски
1. ↑  Tushar, Shantanu (2013). Linux Shell Scripting Cookbook. Birmingham, UK.: Packt Publishing. с. 219—220. ISBN 978-1-78216-275-9. Архів оригіналу за 6 червня 2020. Процитовано 28 серпня 2019.
2. ↑  Ubuntu – Details of package wukrainian in disco. Архів оригіналу за 28 серпня 2019. Процитовано 28 серпня 2019.